# Ewa Frank
Ewa Frank, właśc. Rachela Frank, także Awacza (ur. w październiku 1754 w Nikopolu, zm. 7 września 1816) – liderka frankizmu, córka Jakuba Franka.

## Życiorys
Przyszła na świat w Nikopolu w dzisiejszej Bułgarii, będącej wówczas częścią Imperium Osmańskiego, w żydowsko-muzułmańskiej społeczności donmeh. Została nazwana Rachelą na cześć matki ojca, Racheli Herschel. W grudniu 1755 Rachela Frank wyjechała do Polski z matką, Chaną z Kohenów. Miały spotkać się z ojcem Jakubem Frankiem, który opuścił Nikopol wkrótce po narodzinach córki. W czerwcu 1756 Frank został aresztowany z powodu frankistowskich rytuałów, którym sprzeciwiały się instytucje chrześcijańskie i ortodoksyjnie żydowskie. Żydowska społeczność w Brodach w Galicji oskarżyła go o podżeganie do nielegalnych praktyk. Franka uratowało nawrócenie na katolicyzm. Żona Franka nie zdecydowała się wówczas na konwersję, tłumacząc to zaawansowaną ciążą i potrzebą opieki nad Rachelą. Od 26 lutego 1760 Frank był więziony w częstochowskim klasztorze z powodu oskarżenia o powierzchowne przyjęcie chrześcijaństwa. Niebawem matka Racheli zdecydowała się przyjąć z córką chrzest. Sakramentu udzielono 1 marca 1760. Dziewczynka miała otrzymać imiona Zofia Gertruda, ale w akcie chrztu zapisano, że dziecko było dopiero urodzone, więc możliwe, że nie chodziło o Rachelę, mimo że w dokumencie podano, że chrzczono dziecko Franka. Mogło jednak być tak, że do chrztu dopuszczono sześciolatkę, ale dokonano błędnego zapisu o wieku dziecka. Rodzicami chrzestnymi Zofii Gertrudy Frank zostali skarbnik halicki Jan Dąbrowski i stolnikowa żytomirska Justyna Tyszkowska. Matka dziewczynki przyjęła imiona Józefa Anna Scholastyka. Kiedy ojciec powrócił do judaizmu, dziewczynka zaczęła znów używać imienia Awacza, pod którym była znana w Nikopolu. W tym czasie prawdopodobnie mieszkała z matką we Lwowie i Warszawie.
W 1762 Zofia Gertruda Frank i matka zamieszkały u kasztelanowej kamieńskiej, Katarzyny Kossakowskiej, matki chrzestnej Józefy Anny Scholastyki Frank. Podobno 2 lipca 1763 matka i córka zostały ochrzczone po raz drugi (matką chrzestną obu była Kossakowska). Wówczas dziewczynka dostała nowe imię – Ewa. Rodzina nadal była rozdzielona. Dopiero 8 września 1762 Ewa wraz z matką spotkały się z Jakubem Frankiem, pokazując mu narodzonego w lipcu syna Jakuba (zmarł w 1769). Chana wraz z dziećmi otrzymała pozwolenie zamieszkania przy mężu. W 1763 urodził się brat Ewy, Roch, w 1767 kolejny – Józef.

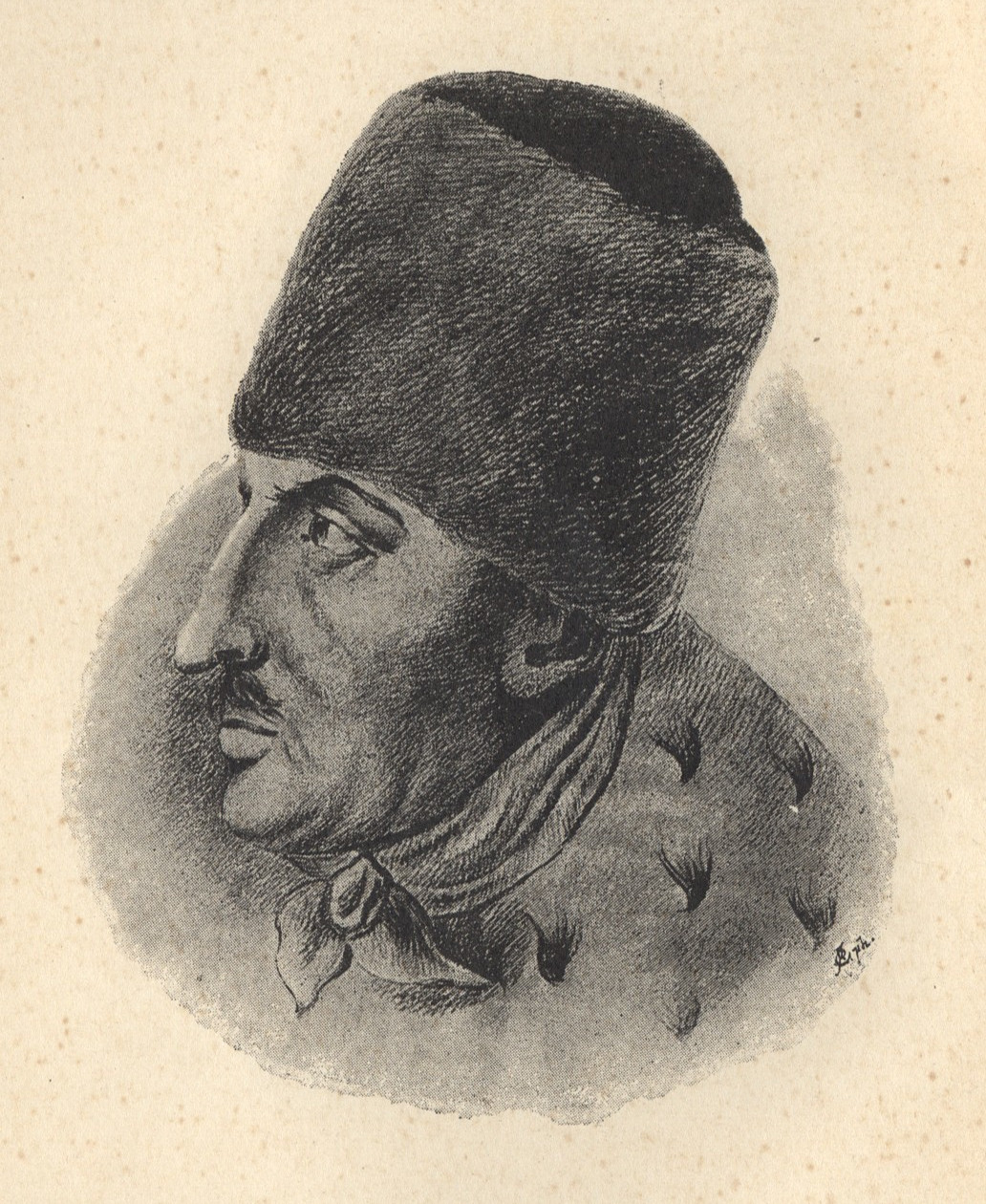
Jakub Frank, ojciec Ewy

Matka Ewy zmarła 25 lutego 1769. Ojciec nie pozwolił córce wyjść za mąż, trzymał ją przy sobie. Ewa, wówczas szesnastoletnia, mogła odgrywać coraz ważniejszą rolę w sekcie frankistów i reprezentować ojca. Nastolatka przejęła bowiem dotychczasową rolę matki. Została uznana za kolejne wcielenie Szechiny oraz reinkarnację Matki Boskiej. Stała się obiektem kultu dewocyjnego w pobliżu sanktuarium maryjnego w Częstochowie. Frank, prezentując żonę, a później córkę, jako Szechinę, opierał się na kulcie maryjnym. Podczas pobytu w więzieniu zlecił wykonanie w częstochowskim klasztorze niewielkich portretów Ewy opartych na obrazie Matki Bożej Jasnogórskiej. Portrety znajdują się w Bibliotece Narodowej Izraela w Jerozolimie. Niektórzy frankiści trzymali w domach małe figurki z podobizną Ewy.

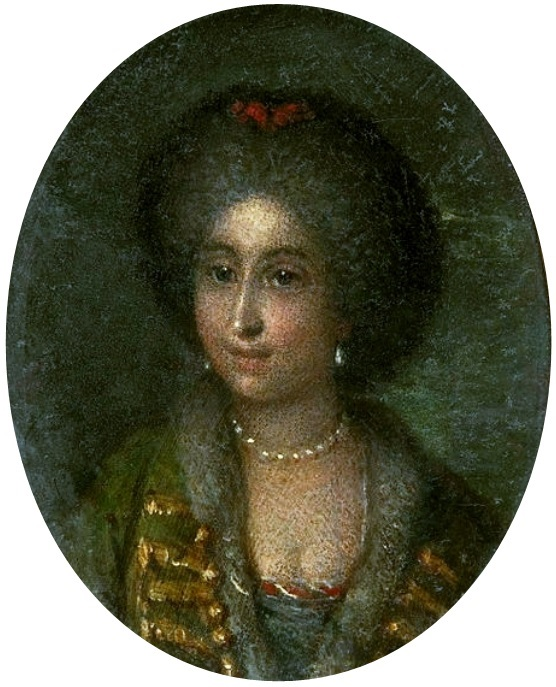
Ewa Frank (ok. 1775)

W 1769 w twierdzy jasnogórskiej pojawili się konfederaci barscy. Miała ich urzec uroda Ewy. Choć dziewczyna była strzeżona przez ojca i straże, w listopadzie 1769 zorganizowano próbę jej porwania i uwięzienia. Gdy w sierpniu 1772, po I rozbiorze Polski, Częstochowę zajęli Rosjanie, Jakub Frank po 13 latach wyszedł z więzienia. Nie wiadomo, czy został zwolniony celowo, czy też uciekł z córką podczas starcia. W drodze towarzyszyły im dwie „siostry”, zwolenniczki frankizmu. Ponieważ nadal ciążył na nim wyrok, Frank zdecydował się opuścić Polskę razem z córką. Zanim się to stało, Ewa spędziła kilka dni w klasztorze dominikanów w Górze Kalwarii, a Jakub odwiedził synów w Warszawie.
Następnie, od marca 1773, Ewa i ojciec zamieszkali w morawskim mieście Brnie, najpierw w zajeździe „Zum Blauen Löwen”. Latem przeprowadzili się do domu kuzynki Jakuba Franka, Katarzyny Dobruskiej. Ewa uczyła się wówczas języków obcych, prawdopodobnie niemieckiego i francuskiego. W Brnie Jakub zamówił kolejne portrety Ewy, również wzorowane na obrazach maryjnych. Zostały wysłane do wspólnot frankistowskich w Warszawie i Hamburgu. W 1775 Jakub Frank ponownie zlecił wysłanie portretów Ewy do wspólnot w Hamburgu i Altonie wraz z oświadczeniami o jej mesjańskim charakterze.
Dla wielu „pielgrzymów” przybywających z Polski Ewa była bardzo ciekawą postacią. W pismach ruchu Ewa określana była jako Pani, Dziewica lub Matronita. Publicznie odgrywała rolę Rachel, ukochanej ojca, mającego się za Mesjasza spokrewnionego z biblijnym patriarchą Jakubem, i rolę Szechiny-Matronity, małżonki Tifereta, boskiego kabalistycznego mężczyzny. Jakub przekazał wyznawcom, że Ewa jest ich przywódczynią, która poprowadzi lud, gdy mesjański odkupiciel będzie czasowo nieobecny. Ostatecznie mesjasz miał się odrodzić i zjednoczyć z Ewą.
Przez większość życia Ewa towarzyszyła ojcu w podróżach. W marcu 1775 pojechała z nim do Wiednia, gdzie udało im się uzyskać audiencję u cesarzowej Marii Teresy. Władczyni została protektorką Franka. Uważała go za propagatora chrześcijaństwa wśród żydów. Podobno Józef II był przychylnie nastawiony do samej Ewy. Jednak gdy objął tron, nie był tak entuzjastycznie nastawiony do frankistów, jak matka. Planował za to wykorzystać ich politycznie w walce z Turcją. Jakub Frank przedstawił córkę w wyższych kręgach wiedeńskich, mając nadzieję na nowe wpływy, przypuszczalnie także w celu finansowania swojego „dworu” w Brnie.
Wkrótce potem ojciec zaczął rozpuszczać plotki, że Ewa jest nieślubnym dzieckiem Katarzyny II, a on sam strażnikiem dziewczyny. Szybko pojawiły się informacje na temat niejasnych i tajemniczych powiązań sekty z dynastią Romanowów. Nawet administracja isenburskiego księcia stała na stanowisku, że Ewa powinna być uważana za księżniczkę Romanowów. Nie ma żadnych dowodów, że Ewa była córką carycy. Podobno jednak Paweł I Romanow (w towarzystwie Józefa II) odwiedził Ewę w Wiedniu.

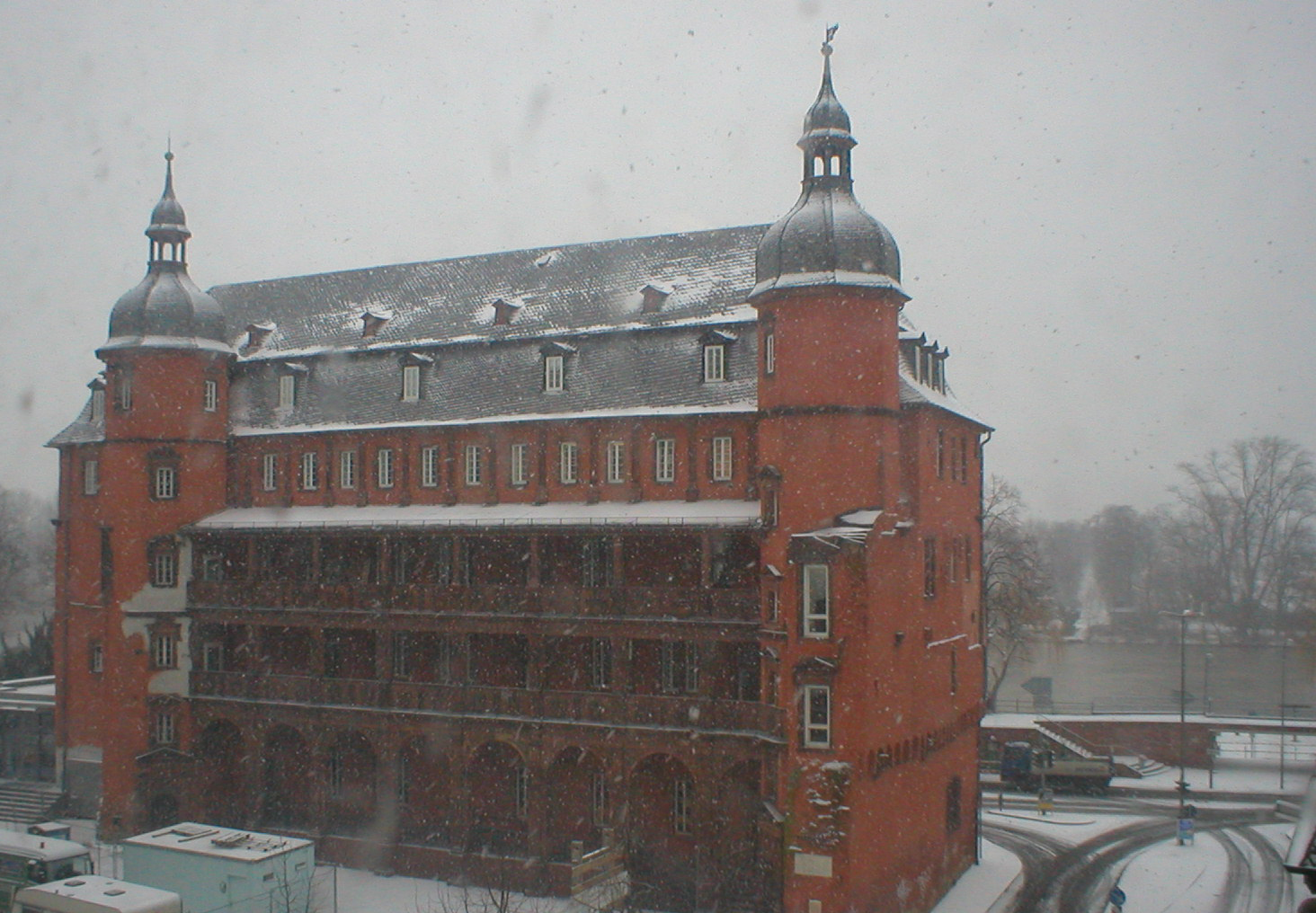
Zamek Isenburger Schloss, w którym mieszkała Ewa Frank ze swoim „dworem”

W marcu 1786 Jakub Frank wraz z dziećmi: Ewą, Józefem i Rochem osiedlił się w Offenbach am Main. Powodem wyjazdu była kłótnia z Józefem II i jego żądanie spłaty długów, które zaciągnął Jakub. Rodzina zamieszkała w Zamku Isenburskim, który albo kupiła, albo wydzierżawiła od księcia Wolfganga Ernsta II von Isenburga. Frank założył tam swój „dwór” z ok. 400 stałymi rezydentami. Sukcesję w ruchu przekazał dzieciom.
Po śmierci ojca w 1791 Ewa została przywódczynią sekty. Początkowo rodzeństwo zaprzeczało śmierci ojca (jedno z nich pojawiło się w kościele w przebraniu, udając Franka). Ewa jako następczyni Jakuba pokonała kuzyna Jakuba, Mosesa Dobruškę, który wystąpił z pretensjami do sukcesji po Franku. Odtąd Ewa była nazywana „Świętą Panią” lub „Świętą Matką”. Wraz z braćmi przejęła odpowiedzialność za prowadzenie „dworu” w Offenbach am Main. Wielu zamożnych i wpływowych żydów ze Wschodu przyjeżdżało do Gottes Haus, by nawiedzić grób Franka.
W 1799 lub 1800 Ewa wraz z braćmi wysłała listy, zachęcające społeczność żydowską do konwersji na chrześcijaństwo i zasilenie szeregów frankistów. Do zaproszenia dołączono prośbę o wsparcie finansowe ruchu poparte cytatami z nauk Jakuba Franka oraz obietnicami zbliżającego się mesjańskiego odkupienia. Autorytet Ewy Frank jako „świętej” zaczął upadać z powodu żądania przez nią prezentów w momencie dołączenia danej osoby do wspólnoty i wsparcia w finansowaniu działalności sekty. Przebywający w Offenbach am Main zostawali pozbawieni wszystkich oszczędności, które pozwoliłyby im opuścić dwór. Bracia nie umieli podtrzymać kultu Ewy. Wraz z upływem czasu liczba pielgrzymów i przepływ pieniędzy drastycznie spadały, co powodowało konflikty w obrębie „dworu”. Dopiero publiczne oświadczenie Ewy i braci, że wkrótce spłacą długi ojca, zdołało uspokoić nastroje w mieście.
W 1803 „dwór” w Offenbach został zlikwidowany, a frankiści wyjechali z miasta. Przez ostatnie 15 lat życia Ewa, zachowując się jak księżniczka z dynastii Romanowów, żyła w dostatku. Twierdziła, że car ureguluje wszystkie jej długi. Ich znajomość ograniczała się jedynie do jednorazowego kontaktu: car Aleksander I odwiedził Ewę w Offenbach w listopadzie 1813, po bitwie pod Lipskiem, ale jego wizyta miała raczej podłoże religijne. Ewa miała też gościć Napoleona Bonaparte. W międzyczasie zmarli bracia Ewy: Józef w 1807, Roch w 1813. Nie mieli spadkobierców.
Ewa, zadłużona na 3 miliony guldenów, zmarła w 1816. Do końca byli przy niej jedynie Paulina Pawłowska i osobisty sekretarz Franciszek Wiktor Zaleski. Twierdzono, że odeszła w nędzy. Niektórzy przypuszczali, że z pomocą pewnego urzędnika uciekła do Polski i, mimo likwidacji ośrodka kultu i nakazie aresztowania sekciarzy wydanym przez księcia Hesji, nadal przewodziła gminie frankistów.
Po śmierci Ewy sekta rozpadła się, a pisma frankistów, obrazy i inne relikwie należące do rodzin frankistowskich zostały zgromadzone przez zwolenników ruchu. Groby Jakuba i Ewy Franków były miejscem pielgrzymek przez wiele lat po ich śmierci. Zwolennicy Ewy i frankizmu byli aktywni do ok. 1820. Wiele rodzin frankistowskich przechowywało wizerunek Ewy i czciło ją jako świętą, która została fałszywie oczerniona.

## W literaturze
Była wymieniana w kilku pamiętnikach i relacjach byłych członków sekty.
Pojawia się w Księgach Jakubowych noblistki Olgi Tokarczuk. Szczególnie w ostatnich rozdziałach można ją uznać za główną bohaterkę. Jest przedstawiana jako spokojne, grzeczne i małomówne dziecko. Jako dorosła jest w wizji Tokarczuk uległa, bezwolna, dziecinna i próżna. Jest marionetką w rękach ojca, ofiarą jego egoistycznych działań. Ojciec chce ją uczynić godną następczynią, ale go rozczarowuje słabością charakteru. Ewa Frank w książce Tokarczuk nie jest Mesjaszem. Nikt z bohaterów powieści tak jej nie określa, podobnie nie czyni tego narrator. Ona również nie poczuwa się do takiej roli.